# Ta’ Braxia Cemetery

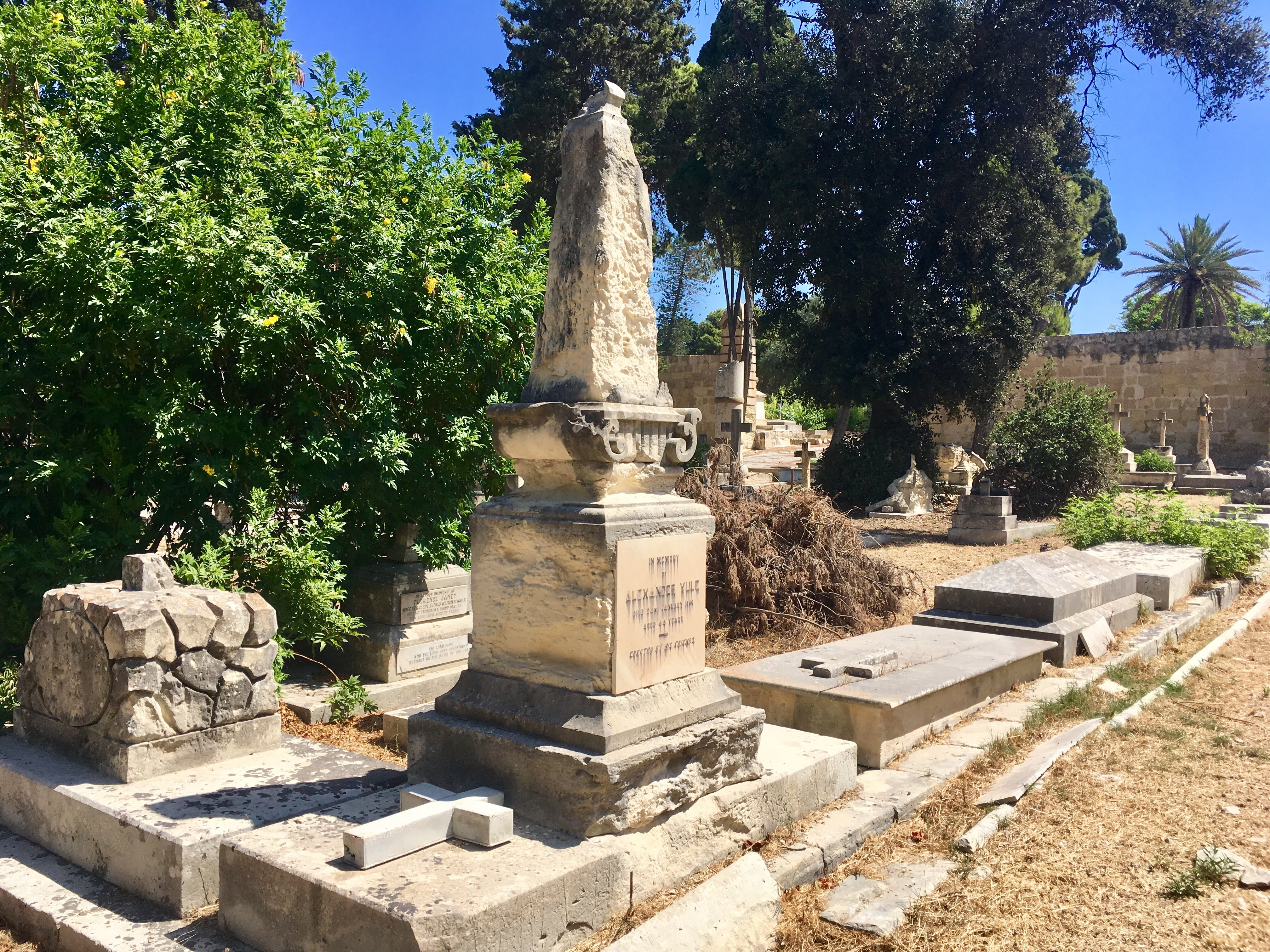
Der Friedhof im August 2019

Ta’ Braxia Cemetery (maltesisch Iċ-Ċimiterju ta’ Braxia) ist ein Friedhof in Gwardamanġa an der Gemeindegrenze zwischen Pietà und Ħamrun unmittelbar vor den Floriana Lines bei Valletta auf der maltesischen Hauptinsel Malta. Er wurde zwischen 1855 und 1857 als überkonfessionelle Grablege hauptsächlich für britische Beamte und Soldaten angelegt, um die im 18. Jahrhundert vom Königreich Großbritannien angelegten Friedhöfe wie etwa den Msida Cemetery zu ersetzen. Das Gelände umfasst zudem einen jüdischen Begräbnisplatz, der um 1830 begründet wurde.
Die Eröffnung des Friedhofs im Oktober 1857 löste Widerstand seitens der örtlichen römisch-katholischen Amtsinhaber aus, die dem Gedanken eines ökumenischen Friedhofs außerhalb der Stadt ablehnend gegenüberstanden.
Der landschaftsarchitektonische Entwurf des Friedhofs stammte von dem maltesischen Architekten Emanuele Luigi Galizia. Der Friedhof wurde im 19. Jahrhundert erweitert, und in den Jahren 1893 bis 1894 entstand eine Friedhofskirche, die dem Andenken von Lady Rachel Hamilton-Gordon gewidmet ist. Diese Kapelle wurde von dem britischen Architekten John Loughborough Pearson als eine Kombination neogotischer und neoromanischer Elemente mit Anklängen an die neobyzantinische Architektur entworfen.

## Geschichte

### Entstehung
Der erste Friedhof an dieser Stelle war der 1778 eingerichtete Friedhof der Sacra Infermeria. Es war der erste Friedhof in Malta, der außerhalb der Stadtgrenzen eingerichtet wurde. Das Gelände umfasste weitere ältere Friedhöfe, darunter einen Pestfriedhof und den um 1830 begründeten Jüdischen Friedhof. Gegen Mitte des 19. Jahrhunderts war das Gelände zu einer „Heidelandschaft geworden, in der Trümmerhaufen lagen und Dornen und Nesseln sich breitmachten […] ein brachliegender Friedhof, auf dem nicht einmal ein zentrales Kreuz oder eine Kapelle zu sehen war, wie es die Gebräuche der Katholischen Kirche vorschreiben“.
Um 1850 wollten die Briten einen Friedhof einrichten, der für alle Religionen offen war, um dort in Malta verstorbene Beamte und Soldaten beizusetzen, da der Msida Bastion Cemetery vollständig belegt war. Es wurde beschlossen, dass der Friedhof in Ta’ Braxia neu angelegt und vergrößert werden sollte. Die Wahl fiel auf dieses Gelände, da es nahe dem Stadtzentrum von Valletta und den Drei Städten lag. Der Friedhof war “for all religions without distinction” (deutsch: „für alle Religionen ohne Unterschied“) gedacht, doch bezog sich dies nur auf die verschiedenen christlichen Denominationen. Schließlich wurde auch der bereits zuvor bestehende Jüdische Friedhof als eigene Abteilung in den Ta’ Braxia Cemetery einbezogen. Die Anlage des Friedhofs außerhalb des Stadtgebietes wurde wahrgenommen als der Versuch, einen vorrangig protestantischen Friedhof einzurichten.
Der Friedhof wurde eingerichtet, um eine Begräbnisstätte außerhalb des Stadtzentrums für Angehörige der Oberschicht zu bieten. Mitte des 19. Jahrhunderts war der Gedanke eines Friedhofs vor der Stadt umstritten, da traditionell die Verstorbenen in Kirchen oder Kapellen beigesetzt wurden. Besonders die örtlichen Amtsträger der römisch-katholischen Kirche standen dem ablehnend gegenüber. Ablehnung erfuhr auch der Gedanke eines überkonfessionellen Friedhofs.

### Baugeschichte
Der Entwurf stammte von dem zu jener Zeit erst 25-jährigen maltesischen Architekten Emanuele Luigi Galizia, für den dies das erste öffentliche Bauwerk war. Galizia entwarf noch zwei weitere Friedhöfe, den römisch-katholischen Addolorata Cemetery in Paola sowie den muslimischen Turkish Military Cemetery.
Der eigentliche Bau des Friedhofs begann 1855 mit der Errichtung der Umfassungsmauer. Die Militärbehörden mussten den Planungen zustimmen, damit die Befestigungen hiervon nicht beeinträchtigt wurden. Die offizielle Eröffnung fand im Oktober 1857 statt, hierüber wurde in den örtlichen Zeitungen nicht berichtet. Änderungen an einer angrenzenden Straße führten 1861 zur Verlegung eines römisch-katholischen Begräbnisplatzes und erlaubten eine Erweiterung des Ta’ Braxia. Eine Vergrößerung des Geländes nach Süden begann 1879 und eine größere Erweiterung des Friedhofs erfolgte 1889.
Kriegsschäden und Erosion beschädigten und zerstörten eine Anzahl von Grabsteinen. Seit 2001 wird der Friedhof von einer Freiwilligengruppe namens Friends of Ta’ Braxia mit Unterstützung der maltesischen Denkmalschutzorganisation Dín l-Art Ħelwa instand gehalten.

### Nutzung
In der zweiten Hälfte des 19. Jahrhunderts war der Friedhof die hauptsächliche Begräbnisstätte der britischen Garnison. Hier wurden auch drei Opfer des Sardinia-Unglücks von 1908 beigesetzt.
Die Commonwealth War Graves Commission pflegt die Gräber von Gefallenen der beiden Weltkriege, die auf dem Friedhof bestattet sind, davon fünf aus dem Ersten und drei aus dem Zweiten Weltkrieg.
In der Nähe befindet sich mit dem Pietà Military Cemetery eine weitere Kriegsgräberstätte.

## Architektur

### Landschaftsarchitektur
Der Friedhof ist nach einem Schachbrettmuster angelegt. Das Eingangstor führt auf zentrale Achse. Ursprünglich war die Anlage symmetrisch gestaltet, doch ging dieses Formelement bei späteren Erweiterungen verloren. Im Inneren grenzen Übergänge die einzelnen Felder voneinander ab. Der Friedhof umfasst auch jüdische und griechisch-orthodoxe Bereiche. Auf dem Gelände befindet sich ein von Galizia entworfener Brunnen.
Die Gesamtanlage wird als architektonisch nicht sonderlich herausragend beschrieben, enthält jedoch einige bemerkenswerte aus Stein oder Marmor gearbeitete Grabmäler. Die Stilarten reichen hierbei von Neoklassizismus über Neobarock bis zum Eklektizismus. Einige Grabsteine zeigen Symbole der Freimaurerei.

### Gebäude

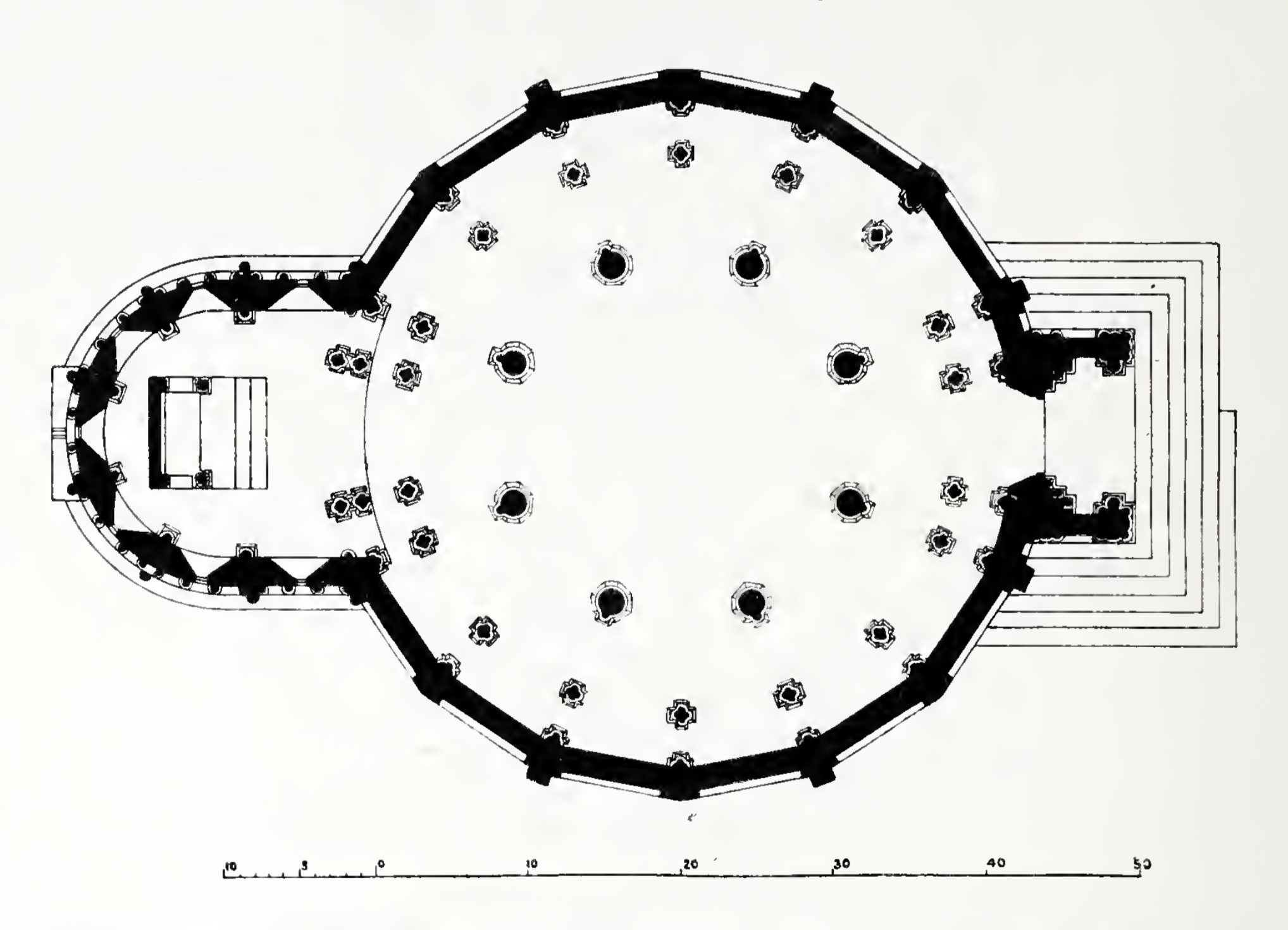
Grundriss der Ta' Braxia Cemetery Chapel

Das herausragende Bauwerk des Ta’ Braxia Cemetery ist die Lady Rachel Hamilton-Gordon Memorial Chapel, die zum Gedenken an die Ehefrau von Sir Arthur Hamilton-Gordon, 1. Baron Stanmore erbaut wurde. Lady Hamilton-Gordon erkrankte auf der Reise von Ceylon nach Großbritannien und starb in Malta, wo sie am 28. Januar 1889 auf dem Ta’ Braxia Cemetery beigesetzt wurde. Sir Hamilton-Gordon beauftragte den bekannten britischen Architekten John Loughborough Pearson mit dem Entwurf für eine Gedächtniskapelle für seine Frau. Pearson setzte wahrscheinlich nie einen Fuß auf die maltesischen Inseln, sondern arbeitete lediglich die Pläne aus und überließ die Ausführung örtlichen Baumeistern. Der Grundstein für die Kapelle wurde am 28. Mai 1893 gelegt, das Bauwerk war 1894 fertiggestellt.
Der Baustil der kleinen Kirche lässt sich nicht auf eine Stilrichtung eingrenzen. Es vereint neugotische und neoromanische Elemente mit Anklängen an die neobyzantinische Architektur. Der Grundriss zeigt einen Zentralbau mit einer erhöhten Kuppel. Die Fassade enthält ornamentale Strukturen, die im Kontrast zur vergleichsweise schlicht ausgeführten Kuppel stehen.